# Креуза
Креуза в древногръцката митология може да се отнася до:
1. Дъщеря на Приам и Хекуба. Първата съпруга на Еней. Омир никъде не споменава за нея. Майка е на Асканий. Убита е по време на бягството от горящата Троя (Ливий, I, 3, Вергилий, Енеида II, III, IX).
2. Дъщеря на коринтския цар Креон. След като напуснал Медея, Язон искал да се ожени за нея. За отмъщение Медея ѝ изпратила като сватбен дар, напоена с отрова риза и венец и с тях изгорила тялото на съперницата си Овидий, „Любовно изкуство“ I, 335). Главка обгоряла от отровата заедно с баща си, докато той се опитвал да я спасява. Хвърлила се в един извор, за да не страда от отровата. Тази Креуза е известна на гръцките автори като Главка.
3. Една от наядите. Годеница на Ксут, похитена от бога на реката Пеней (Овидий, „Любовни елегии“ III, 6, 31; Пиндар, 9-а ода).
4. Дъщеря на митичния цар на Атина Ерехтей и Пракситея, съпруга на Ксут и майка на Диомеда, Ахей и Йон. Последните стават прародители на ахейците и йонийците.

Освен това:
1. един астероид: Креуза (астероид)